# Tibor Berczelly
Tibor Berczelly (* 3. ledna 1912, Budapešť, Maďarsko – 15. října 1990, Budapešť) byl maďarský sportovní šermíř, který se specializoval na šerm šavlí.
Maďarsko reprezentoval ve třicátých, čtyřicátých a padesátých letech. Na olympijských hrách startoval v roce 1936 v soutěži družstev a v roce 1948 a 1952 v soutěži jednotlivců a družstev. V soutěži jednotlivců získal na olympijských hrách 1952 bronzovou olympijskou medaili. V roce 1937 obsadil druhé místo na mistrovství světa v soutěži jednotlivců. S maďarským družstvem šavlistů vybojoval na olympijských hrách tři zlaté olympijské medaile (1936, 1948, 1952) a jednu bronzovou s družstvem fleretistů, kterému vypomáhal na olympijských hrách 1952. S maďarským družstev šavlistů získal čtyři tituly mistra světa (1937, 1951, 1953, 1954).